# Frans Van der Linden

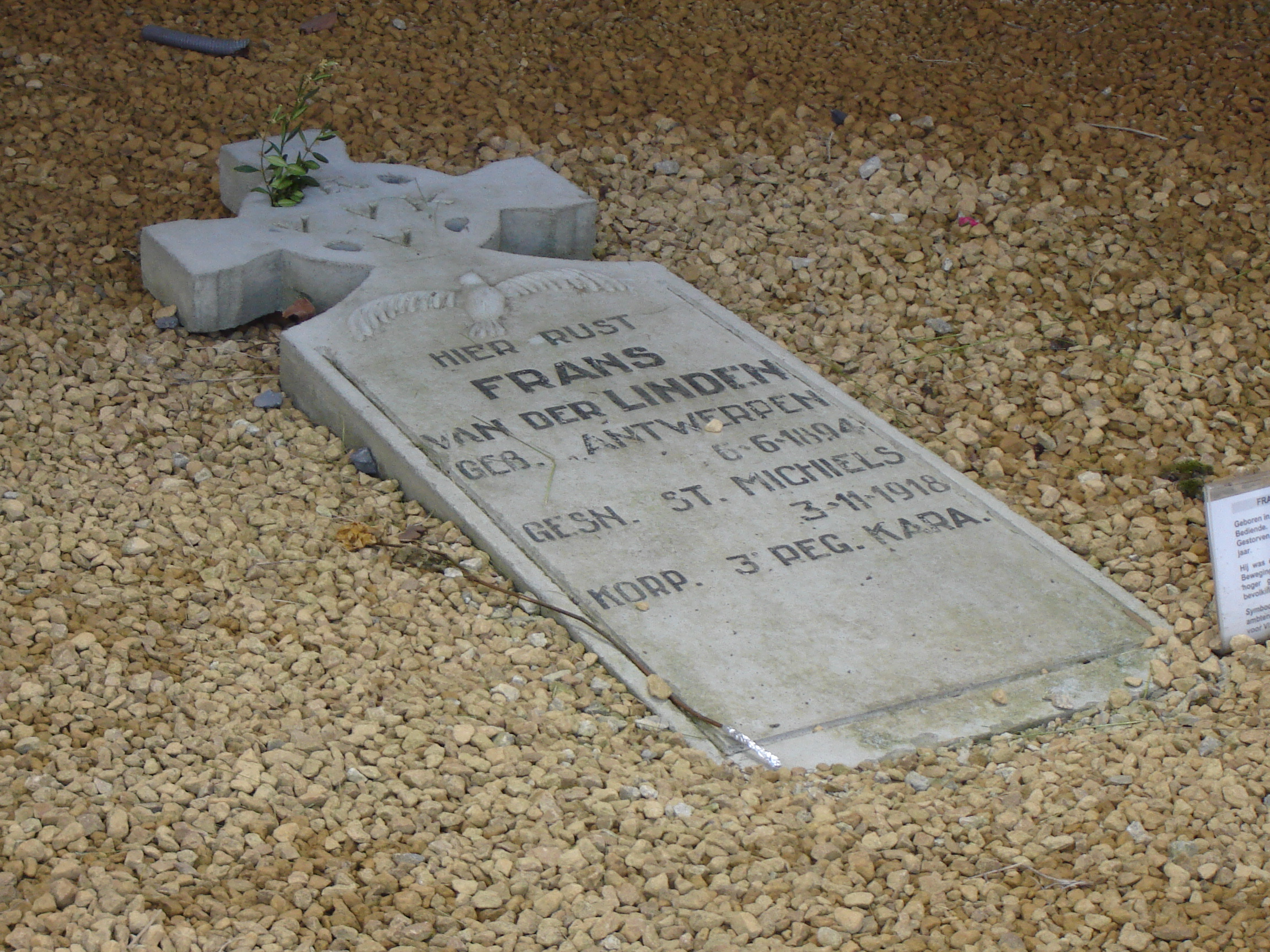
Heldenhuldezerkje voor Frans Van der Linden in de crypte van de IJzertoren.

Frans Van der Linden (Antwerpen, 6 juni 1894 - Sint-Michiels, 3 november 1918) was een Vlaamse soldaat. Hij was tijdens de Eerste Wereldoorlog betrokken bij de Frontbeweging. Hij geldt als een van de zogenaamde "IJzersymbolen" van de Vlaamse Beweging en werd begraven in de crypte van de IJzertoren in Diksmuide.

## Biografie
Van der Linden studeerde aan de Sint-Ignatiushandelshogeschool en aan het Muziekconservatorium in Antwerpen. Hij was lid van de studentenvereniging Eigen Taal Eigen Zeden. In 1911 was hij medestichter en voorzitter van de oudstudentenbond De Vlaamsche Telgen. In 1913 werd hij lid van de Antwerpse Vlaamsche Voorwacht, de juniorafdeling van de Katholieke Partij.
Bij het uitbreken van de Eerste Wereldoorlog meldde de twintigjarige zich als vrijwilliger. In 1915 werd hij naar het front gestuurd. Datzelfde jaar organiseerde hij een Vlaamse studiekring in het 3de Regiment karabiniers en werd hij binnen dit regiment verantwoordelijke voor de Frontbeweging. Nadat de legerleiding een manifestatie van Vlaamse soldaten in Hoogstade had uiteengedreven, lanceerde hij de kreet Omver en erover, die later de slogan van de Frontbeweging werd. 
In januari 1918 organiseerde hij een pamflettenuitdeling in Hondschote en werd gearresteerd door de Militaire Veiligheidsdienst, op verdenking van staatsgevaarlijke activiteiten. In maart werd hij vrijgesproken na afloop van een proces dat bekendstaat als dat van de "Zesde Legerafdeling". 
Tegen het einde van de oorlog werd hij, zoals veel anderen, gegrepen door de Spaanse griep en overgebracht naar een militair ziekenhuis in het pas bevrijde Brugge, waar hij stierf, acht dagen voor de Wapenstilstand.

## Vlaams symbool
Van der Linden behoorde tot de Vlaamse activisten aan het Front, rond wie na de oorlog in Vlaams-nationalistische middens een legende van heldhaftigheid en Vlaamse inzet werd opgebouwd. Zo werd de mythe gelanceerd dat een Franstalige arts geweigerd had hem tijdens zijn laatste ziekte de nodige zorgen te verstrekken.
Dit leidde tot het overbrengen op 21 augustus 1932 van zijn stoffelijk overschot naar de crypte onder de IJzertoren, waar hij samen met Lode De Boninge geëerd werd als symbool van de "Vlaamse volksverbondenheid". Ook zijn standbeeld werd op de voetstukken van de IJzertoren geplaatst. Het beeld van Van der Linden en van Lode De Boninge was het vierde en laatste beeld en werd onthuld op de IJzerbedevaart van 19 augustus 1934. Na de vernieling van de eerste IJzertoren werd het beeld, net als de andere, ingewerkt in de Paxpoort.

## Herinnering en herdenking
Tijdens de oorlog raakte Van der Linden bevriend met de broers Michielsen, die ook uit Antwerpen afkomstig waren en wier ouders met de rest van het gezin naar Engeland waren gevlucht. Op voorstel van de broers trok de pas vrijgesproken Frans in april 1918 op verlof naar Engeland bij de familie Michielsen, waar hij verliefd werd op hun zus Jeanne. Wanneer hij terug aan het front kwam, componeerde hij voor haar het liedje "een kusje lust ik wel", op tekst van zijn vriend Antoon Vangelder. Hij stuurde zijn foto en het liedje naar zijn geliefde op, maar zou het echter nooit voor haar kunnen zingen. Hij stierf acht dagen voor het einde van de oorlog.
Op 20 augustus 2010 werd dit lied te Diksmuide, ter gelegenheid van de Vierdaagse van de IJzer, voor het eerst - zoveel jaar later -  uitgevoerd door een paar honderd zangers onder begeleiding van de Koninklijke Muziekkapel van de Marine en een regionaal gemengd koor.